# Xylopieae
Xylopieae, tribus drveća i grmova iz porodice Annonaceae, raširen je po tropskom Starom u Novom svijetu. Opisan je 1839, i dio je potporodice Annonoideae. Pripadaju mu dva roda sa blizu 300 vrsta.

## Rodovi
1. Artabotrys R.Br. (114 spp.)
2. Xylopia L. (179 spp.)